# MicroVolts
| Русскоязычные издания | Русскоязычные издания |
| Издание               | Оценка                |
| --------------------- | --------------------- |
| «Домашний ПК»         | [ 1 ]                 |

MICROVOLTS: Recharged (MicroVolts) (яп. ToyWars) — бесплатный компьютерный 3D-шутер с видом от третьего лица. В игре множество различных видов оружия, вещей для персонажей, карт, а также динамичность боя. Ещё одной особенностью является возможность различной визуальной настройки персонажа за внутриигровую валюту.
Игра разработана в 2010 году компанией NQ Games, выпускает игру RockHippo Productions.
MicroVolts была продана китайской компании Masangsoft и была официально остановлена 9 Сентября 2017 от NQ Games.
Masangsoft объявили, что игра будет выпущена с новым интерфейсом и содержанием в 2018 году.
Masangsoft объявили о большой проделанной работе по исправлению ошибок и внедрению новых функций в игру, дата выпуска перенесена на 2021 год.

## Геймплей
- В игре, в зависимости от режима, присутствуют две команды — синие и красные.
- В игре существует несколько типов внутриигровой валюты: MicroPoints (MP), RocktTockens (RT), купоны (coupons), coins. На эти «деньги» можно купить оружие и одежду для персонажа, улучшить оружия. MP начисляется за убийство врагов, за достижения, за переход на новый уровень, за выполнение специальных eventов. RT поступает на счёт игрока после вложения реальных денежных средств. RT также можно заработать, выполняя различные рекламные акции (FreeRT), или получить как приз в турнире. Купоны можно выиграть в Капсуль-машине (capsule machine). Coins можно заработать за посещение игры несколько дней подряд, или покупая некоторые предметы в магазине.
- В игре существует возможность прокачки игрового персонажа. Единицы измерения исчисляются в Expirence Points (EXP) и в уровнях (Level).

## Режимы игры
- Team DeathMatch — «Команда против команды». Выигрывает та команда, которая наберет больше всего фрагов
- Capture The Battery — То же самое что и в Team DeathMatch, но вам надо унести с базы врага батарейку и отнести к себе на базу. Счёт идет за захваты батарейки.
- Free For All — «Сам за себя». Режим, где нет команд, и играешь ты только сам за себя. Выигрывает тот, кто наберёт больше всего врагов.
- Close Combat — Режим «Team DeathMatch», но можно использовать только melee оружие.
- Item Match — Игроки делятся на команды как в Team DeathMatch, но после убийства игрока из него выпадает специальное умение (Здоровье всей команды, Бомба, Щит, Супер-скорость и мн. др.). Выигрывает та команда, у которой больше всего фрагов.
- Elimination — Игроки делятся на команды как в Team DeathMatch, но после убийства игрок уже не может возродиться, пока не закончится раунд. Выигрывает та команда, члены которой остались в живых.
- Zombie Mode — «Режим Зомби». В начале матча случайные игроки превратятся в Зомби Мастера. Их цель — инфицировать других игроков, тем самым переманивать их в команду зомби. Зомби оснащены специальным оружием ближнего боя, также у них есть умение — ускорение.
- Arms Race — «Оружейная Гонка». Суть игры состоит в гонке до 20 очков.
- Bomb Battle — красные называются «offense» (нападение), их задача заложить бомбу на одной из двух точек; синие называются «defense» (защита), их задача в недопущения взрыва этой бомбы.
- Invasion (Single mode) — игроку противостоят роботы, управляемые компьютером. В зависимости от сложности может быть 10 или 20 уровней. На некоторых уровнях присутствуют турели и таймер. За убийство роботов игроку начисляются SkillPoints, которые можно потратить на пополнение здоровья, боезапаса, или стать временно неуязвимым.
- Scrimmage  — в этом режиме цель причинить команде соперника как можно больший урон (damage) за отведённое время.
- Boss Battle — Кооперативный режим. До четырёх игроков объединяются против босса. Босс имеет несколько видов атаки — ракеты из боковых пушек, огненный луч из пасти, электрические круги, красные заряды-гранаты. Босс также может призвать своих миньонов (trackers).
- Sniper mode  — классический TDM, но из всего арсенала доступны только снайперские винтовки.
- Square mode  — прогулочный режим, амуниция бесконечна, здоровье автоматически пополняется, при падении с высоты игрок телепортируется обратно.